# Passiflora bahiensis
Passiflora bahiensis je biljka iz porodice Passifloraceae.

## Vanjske poveznice
|  | Wikivrste imaju podatke o taksonu Passiflora bahiensis |